# 阿塔图尔克博物馆 (阿达纳)
阿塔图尔克博物馆（Atatürk Museum）展出在土耳其独立战争和土耳其共和国初期阿塔图尔克在阿达纳逗留的历史。博物馆俯瞰塞伊汉河，位于塞伊汉街，除周一外，每天对公众开放。每年3月15日，在这座大楼内举行庆祝阿塔图尔克访问阿达纳的活动。

## 历史
博物馆建筑建于19世纪，属于苏比帕夏（SubhiPasha）。1923年3月15日，阿塔图尔克和他的妻子在访问阿达纳期间住在这座豪宅里。该建筑被“阿塔图尔克科学与文化保护与复兴协会”征用并修复，1981年作为博物馆向公众开放，由博物馆理事会管理。

## 建筑
博物馆建筑是一座传统住宅，砖石结构，高二层，带有凸窗和沥青屋顶。由于其独特的特点，被文化部列为“保护文化财产”，保持原状。
在军械库中，展示了各种类型和口径的步枪、手枪、将军肩章、阿塔图尔克出生地的房子模型、安卡拉凯末尔纪念馆阿塔图尔克陵墓使用的奥斯曼尼耶石头样本，以及陈列柜中的一些古董硬币收藏。在阿塔图尔克副官的房间里，陈列着黄铜床架、银线棉被、胡桃木衣柜、金属碗和水壶。在另一个房间，展示了阿塔图尔克和其他发起运动成员的半身像，他们在这一时期的努力受到人们的尊敬。